# Comitatul Põlva
Põlva este un comitat din Estonia. Reședința sa este orașul Põlva.

## Orașe
- Põlva

## Diviziuni administrative (comune)
- Ahja
- Kanepi
- Kõlleste
- Laheda
- Mikitamäe
- Mooste
- Orava
- Põlva
- Räpina
- Valgjärve
- Vastse-Kuuste
- Veriora
- Värska